# ロングシップ

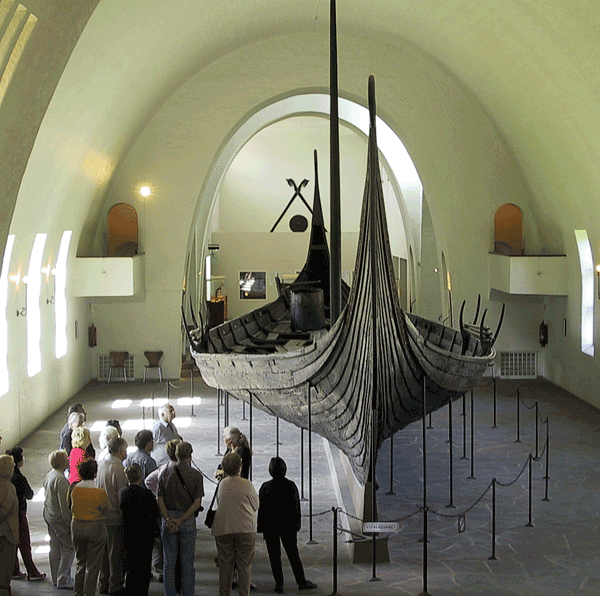
オーセベリ(Oseberg)のロングシップ (バイキング船博物館、ノルウェー)

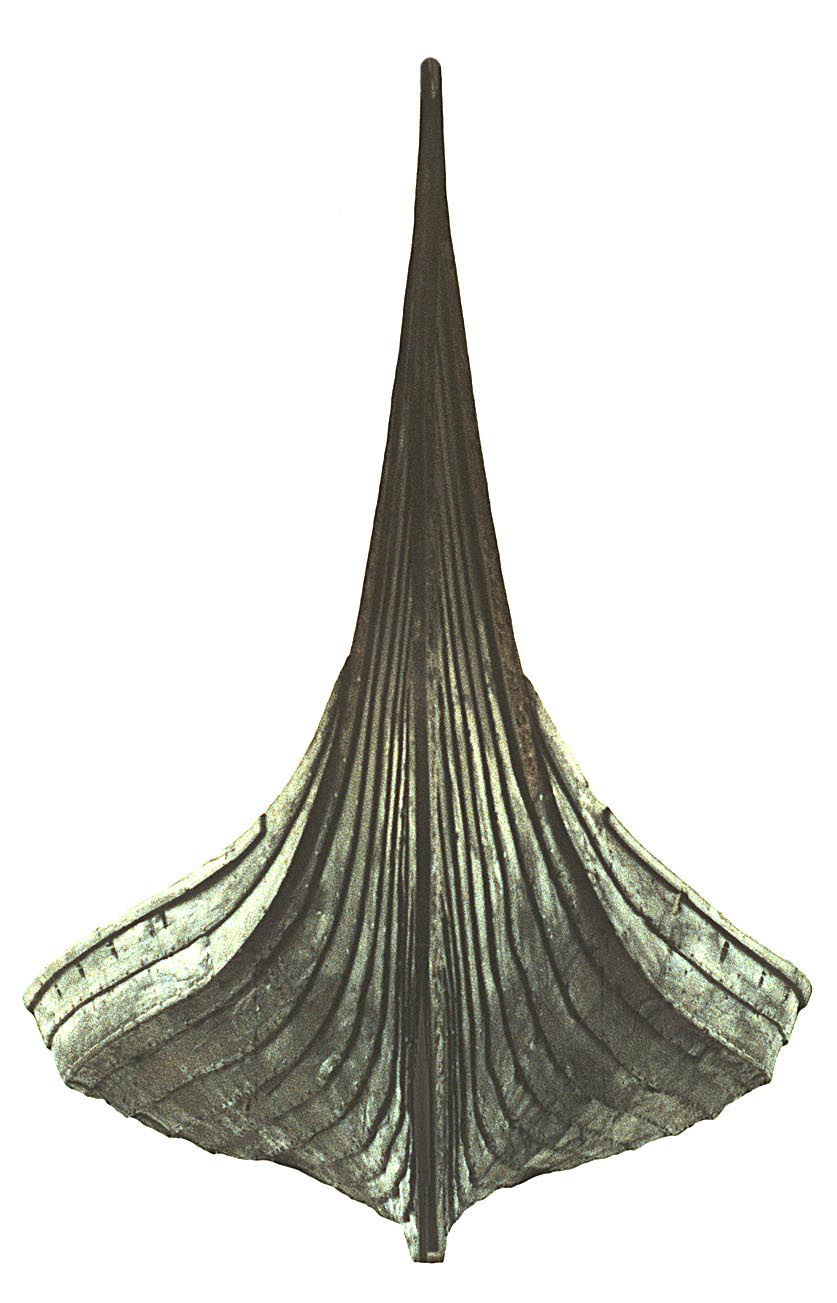
オーセベリのロングシップを前方より見る。ノルウェーの美術と職人技の最も美しい造形

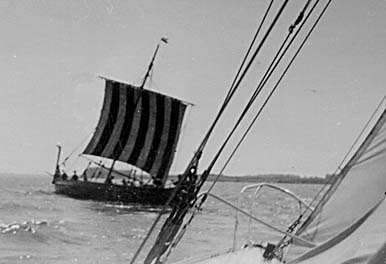
風を受けて帆走するロングシップ

ロングシップ（英: longship）は、主にスカンディナヴィアのヴァイキングとサクソン人が建造し使用した船である。彼らがヨーロッパ中世に海岸や内陸の集落を襲った際に用いたのがこの船であった。
ロングシップは、遠距離の航海を要する貿易・商売にも、またアイスランドやグリーンランド、さらに遠くまでの探検航海にも用いられた。ロングシップの形状は数世紀を経て改良され続けており、9世紀まで発展を遂げた。ノルウェーでは、伝統的なロングシップが13世紀まで利用され、その特徴や外観は20世紀初頭まで西ノルウェーの造船技術に影響を残した。
ロングシップの特徴は、優美で、長く、細い船体形状と、速度を優先して喫水が浅く軽い木製の船であることである。喫水が浅いことで、水深がほんの1 mの場合でも航海でき、海浜に乗り上げる速度も速く、また軽いことで陸路輸送のために担いでいくことも可能にした。ロングシップは前後が対称となっており、後退も素早く行えた。ロングシップには、ほぼ全長に渡ってオールが取り付けられた。後世には1本マストに方形帆が付けられ、特に長い航海の間の漕ぎ手の労を軽くした。
ロングシップは当時のスカンディナヴィア海軍力の縮図であり、価値ある財産であった。所有者の多くは海岸に住む農夫であり、戦争の場合は強力な海軍を造り上げるために王によって就役させられた。バイキングは戦時にロングシップを用いたが戦闘用というよりも輸送用であった。10世紀の戦闘では船をつなぎ合わせて白兵戦のための堅固な土俵となった。イギリスのような敵国からはドラゴンシップとも呼ばれた。

## 開発の歴史
有名なバイキングのロングシップは突然史上に登場したのではなく、数百年にわたる開発によるものだった。考古学者によってこの発展過程を示す多くの船・ボートの遺物が発見された。またロングシップについて書かれた石の彫り物やルーン文字が刻まれた石碑では、スカンディナヴィアの長い造船技術の発展を示している。

### 初期のロングシップ

#### ヨートスプレングの船
ロングシップの初期の形の一つはヨートスブレング (Hjortspring) ・ボートである。艇長13 mのボートがデンマークのアルス島のヨートスプレング農園で見つかった。これは紀元前350年から紀元前200年にかけて5枚のライム材の厚板を使って造られたと推定され、神に捧げる物として池に降ろされた初期の戦闘用のカヌーというのが解釈である。その形状は例えば重ね張り構造というような後のロングシップの形態の幾つかを示している。船体用板はクリート(cleats)と呼ばれる楔形の部材を継ぎ合わせ、内側からヘーゼルウッドのリブ（肋材）で固定されている。甲板材と船べりをつなぐ方法は、後のロングシップでは外洋航海に耐えられる構造として採られている。推進方法はパドル（短く幅広の櫂）による手漕ぎだった。

#### ニュダム船

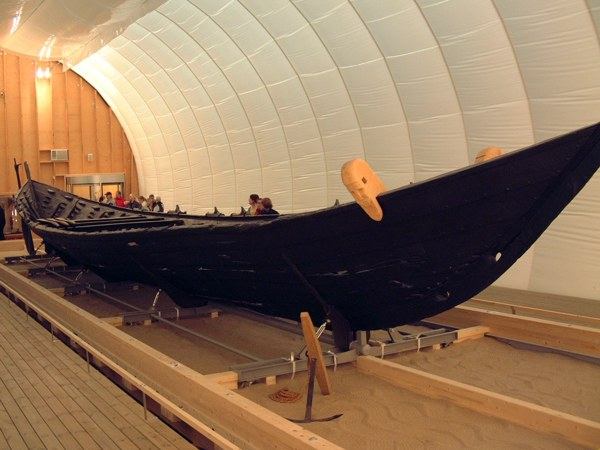
ニュダム船

ニュダム船（Nydam, ニュダム・オーク・ボート）はヨートスプレング船に比べてかなり改良されたものである。これは19世紀中葉にドイツ-デンマーク国境のシュレースヴィヒ近くスナボーから8kmの地点での発掘活動で発見された3隻の船の1つである。年輪年代学による分析で315年頃のものとされた。ニュダム船はヨートよりも大きく、技術的にも進んだものが見られる。艇長は23mでオーク材で造られている。当初、その板材（技術用語ではstrake）は船体の全長に及ぶ一枚の板で作られていると信じられた。しかし年代測定のために板の試料を採ってみると、それは幾つかの長い部材を目に見えない継ぎ方でつなぎ合わせたものであることが分かった。板材は鉄のリベットで固定され、曲線の船首と船尾につなぎ合わされた。ニュダム船は推進方法としてパドルではなく、オールを使った最初の北欧船といわれる。オールは横木に固定された曲がりのある支点に取り付けられた。このことで速度を出せ、こぎ手の労も楽になった。船体は細いV字型をしており、速度や敏捷さの点で有利であったが、安定さでは劣っており、マストや帆を付ける事はできなかった。

#### クバルスン船
クバルスン船 (Kvalsund) はノルウェーのクバルスンで2隻が発見され、7世紀のものとされている。2隻とも同じ形状であった。艇長は18mでやや短いが、大きいほうのクバルサンド船はニダム船よりかなり幅が広く、船幅は3.5mある。さらに明らかな違いは強い竜骨である。この改良によって悪天候下でも航海が可能となった。クバルスン船には木製釘(treenail)で横木に固定されたオールがあった。帆走用艤装は見つかっていないが、マストや帆を持っていたと思われる節がある。艤装が無いことを除けば、クバルスン船はロングシップの最終形にほとんど近いものと言える。

#### オーセベリ船
スカンディナヴィアの帆船が絶え間なく進化を遂げたことは、オーセベリ船(Oseberg)で明らかである。この船は815年から820年頃造られたとみられ、ノルウェーのオスロの南ヴェストフォル県にある船葬墓から見つかった。オーセベリ船は最初の完全なロングシップの一つと考えてよい。その特徴は埋め込み式のマストとマスト・パートナー（マストの周囲の甲板を強化するための枠組み）である。後代の船と比べるとオーセベリ船はやや壊れやすいものであり、沿岸水域でのみ使用されたか、あるいは葬送用に特注されたものと考えられる。
この時代までに、リブ材の間隔が標準化されており、その強度も上がっていた。船体はより一層V字型をしており、艇長も長くなった。この新しい船体形状は横方向の安定度は弱いが、速度重視の結果だった。一枚板を使う代わりに木材を継ぎ合わせて造られており、安定性や敏捷さは増した。
オーセベリ船の艇長は21.5m、船幅5m、総重量は11トンである。
バイキングは優れた航海者であり、その船はロングシップと呼ばれた。ロングシップは軽く、形状が優美であり、安定しており、強度があり、操縦性がよかった。バイキングは戦闘用には船を長く細くした。船体は波を切って走り速度が出た。船体に柔軟性があり、波に合わせて進むことができた。ロングシップは船底が平らで喫水が浅く、水深が浅い海域や海浜でも行動できた。ロングシップは28から30mの長さがあり、100名以上の人を乗せられるように造られた。船の速度は1時間あたり30から35kmで走ることができたはずである。これはオールと帆を持っており、気象条件によらず進行することができたからである。
船は生の木材でできていた。竜骨は一本の幹で、船腹の板は何枚かの板を接ぎ合わせ、船尾の柱は大きな曲線状の木材から切り出された。角度のある部材は強めの枝材から、曲線のある部材は曲がった枝材から切り出された。ロングシップの建造では10個以上の道具が使われたと見られる。

## ロングシップの種類
ロングシップはいくつかの型に分類できる。その方法は大きさ、建造方法、および評判の高さである。

### スネッケ
スネッケ (snekke) は、ロングシップと考えられる船の中では最小のものである。通常のスネッケは全長17m、全幅2.5m、喫水はわずか0.5mである。搭載人員は約25名である。
スネッケは最も普通に使われた船である。歴史伝承によれば、カヌート大王は1028年にノルウェーで1,400隻を使った。またウィリアム征服王は1066年のブリテン侵攻に600隻を用いた。
ノルウェーのスネッケは深いフィヨルドや大西洋型気候の地域に向くように造られており、沿岸や海浜用に作られたデンマークのものより喫水が深い。スネッケは特に軽く造られ港を持つ必要も無かった。単に海浜に持ち上げるか、陸路輸送のために船体を担いでいくこともあった。
スネッケはバイキングの時代が終わった後も改良され続け、例えばノルウェー人はより大きく重い船を造っている。

### ドラゴン船
ドラゴン船は、13世紀のロロのサガといった歴史資料で知られている。試料では、船は優美で凝った装飾を施され、バイキングが略奪に行くときに用いられた。船首には竜や蛇のような威嚇する動物の彫り物がなされ、船と乗組員を守り、北欧神話に出てくる恐ろしい海の怪獣を避けていたと言われる。この彫り物はオーセベリ船と同様に儀式的な意味合いや、敵や住民を脅す意図があったかもしれない。サガに登場するドラゴン船の実物は考古学調査によっても見つかっていない。それゆえに文献によって支持されるのみである。

### ロスキレ船
発見されたロングシップの中でも最大のものは、1962年にロスキレ港でデンマークの考古学者発見したもので全長はほぼ30 mある。この発見によって歴史家が抱いていたロングシップの大きさに関する懐疑が払われた。ロスキレ船はバイキングが貿易用に用いた輸送船であった可能性がある。

## 建造法

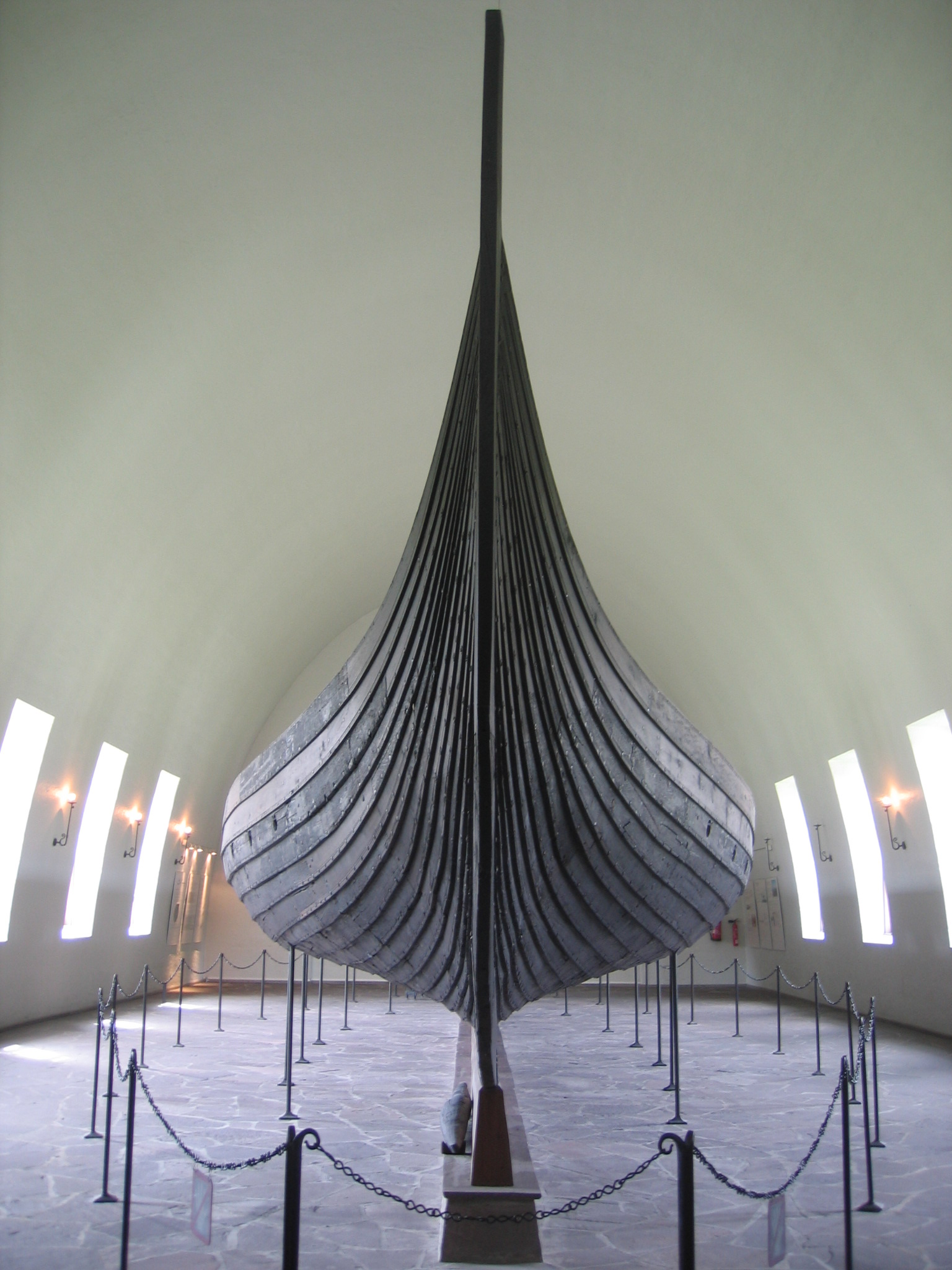
ゴクスタ船, ノルウェーのオスロにあるバイキング船美術館の展示品

数世紀におよぶ改良後、十分に発展したロングシップが9世紀の半ばに現れた。その長くて優美な形状や船尾に施された威嚇する首の彫り物はそれまでの船の造り方を踏襲していた。マストはまっすぐに船体の中央付近に立てられ、帆を降ろしたり揚げたりできるようになった。船腹は互いに固定されて波に耐えられるようにし、安定性や剛性を高められた。長い外洋航海にも耐えられるように荷物や人を積むことができ、かつ速度や敏捷性も維持して戦闘用にも輸送用にも使えるようになっていた。

### 木材の選定
木材はロングシップの基本的な材料である。船体の板からマストやオールまであらゆる部材に用いられた。バイキングは木材の材料や加工の方法を発展させ、1つの科学にまでしていた。船体用の板材は大きなオークの木から切り出された。節の少ない高い木の幹を半径方向に切り出しており、木目に沿うかたちになるために板材にはかなりの強度があった。また、乾いたときに縮んだり反ったりしないように切り出されてもいた。船の作り手は時を置いた木材よりも加工しやすい切り倒したばかりの木材を用いた。局面のある部材は元々そのような形状をしている樹木から採った。このことで部品は単一の部材から制作することができ、船の重量を軽くすることができた。1隻のロングシップを造るためにおよそ100本のオークの木が使われた。

### 竜骨、船首材および船体
バイキングの造船者は設計図や工作仕様書をもっていなかった。造船者は製造前に船の絵を描き、地面の上で1から造り上げていった。最初に造るのは竜骨と船首材であった。船首材の形状は色々な大きさの円形部品から成っていた。次の工程は船腹用板材(strake)を造ることであり、船首から船尾にかけて端を揃えて継ぎ合わされた。ほとんどすべてのロングシップは船幅用板材が端を重ね合わせるやり方で造られた。
船幅用板材が所定の高さまで積み上げられると、内側の枠と横の桟が取り付けられた。部品は鉄のリベットで取り付けられ、整形用帯材が竜骨内側のリブに固定された。ロングシップでは船幅用板材の1ヤード(90 cm)あたり約5本のリベットが使われている。
ロングシップの広い船体は水面下の強度もありこれが安定性につながる。さらに水に浸かったり被ったりする可能性を減らす。船体はタールに漬けた苔で耐水性を持たせている。秋に船体にタールを塗り冬の間にタールが乾くように船小屋に放置する。水が入らないようにオールの穴は木製の円盤で塞ぐことができる。オールを使用しない時は中から塞いでしまえる。

### 帆とマスト
ロングシップの帆は見つかっていないのだが、ロングシップには矩形の帆が張られていたという証拠がある。帆の大きさは横幅で10 mから12 mぐらいで、織機を使って織られた荒い毛織物だった。クナールとは異なり、ロングシップの帆は縫合されてはいなかった。
帆はマストに揚げられる。マストはカーリング（kerling、古代ノルウェー語で老女の意）と呼ばれる大きな木の塊で支えられた。カーリングはオークで造られ、バイキングの男と同じくらいの高さだった。カーリングは2つのリブの間に置かれ、広い辺が竜骨に沿う方向にあった。カーリングにはもう1つマストフィッシュ(mast fish)という木製の部品があり、マストを垂直に立てておく役目があった。

## 航海法および推進方法

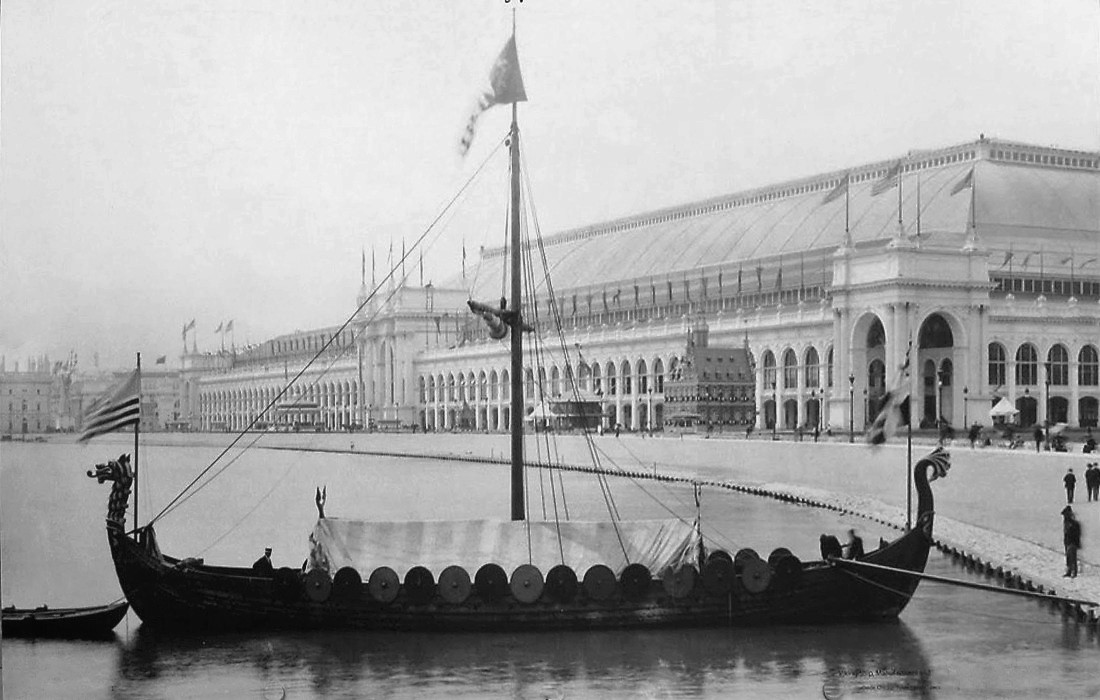
ゴクシュタット船の復元。バイキングと名づけられ1893年に大西洋を渡った。

### 航海法
バイキングは歴史的に見ても重要な海洋民族である。彼らは船の速度や風向き、潮の流れやその干満を知る専門家であった。バイキングの航海技術はよく理解されていないが、歴史家の主張では、ある種の原始的アストロラーベを用いて星を目印に進路を決めていたと考えられている。
ストイエルナー・オッディ(Stjerner Oddi)という名のバイキングが、日の出日の入りの方向を示す海図を蓄積した。これがあれば、ロングシップで航海する者は容易に目的地に着くことができる。初期のバイキングであるアルムグレン(Almgren)は、他の方法も上げている。「角度の測定は『半輪』(half wheel)と呼ばれるものでやった（天球での角度約16秒に相当する一種の六分儀）。このことは当時の船長や長期航海の水先案内人(kendtmand)はだれも知っていたことである。太陽が出ている限り、羅針盤の4点を見つけるのは難しくなかったし、緯度を確認することにも何ら問題は無かった。」
陸地を見つけるためには鳥がよいガイドになった。バイキングの伝説によれば、船にはカラスを籠に入れて携帯し、航海時に迷ったときそのカラスを放したという。カラスは本能的に陸を見つけ、バイキングにその方向を教える航海士となった。バイキングの羅針盤についてもほとんど分かっていないが、これも伝説によると、水に浮かべた木片の先に小さな磁石を付けて、方向を知る便りにしたものと思われる。

### 推進方法
ロングシップには2つの推進方法があった。オールと帆である。海上では、帆を使ってオールによるよりも速く走り、また長い航海にも役だった。帆は素早く上げたり降ろしたりすることができた。オールは目的の陸地が見えたときに、速度を上げるため（風のない時はとくに）とスタートさせるために用いられた。戦闘では、風向きが変わりやすいので、オールを主要な推進力とした。
ロングシップにはベンチが無かった。漕ぐときには、乗組員が箱（個人的なものを入れる）に座って漕ぎ、漕がないときは、片付けられた。箱はすべて同じ大きさに作られ、バイキングが座ってオールを操作するために丁度よい高さになっていた。ロングシップにはオールを掛けるフックがあり、オール受けとなる湾曲した部材もあった。オール用の穴が無い場合はロープで作った輪で固定した。

## 船上での生活
海洋を渡る航海には詳細で注意深い計画が必要である。それ故に海に出る前にはそれなりの兵站準備が完成されていなければならない。食料、衣類を準備し、船体の検査が行われ、必要ならば修理が行われた。航海の目的が貿易の場合、商品が積まれ数が控えられた。戦闘時は武器を検査して整えられた。

### 食料
長い航海で何を食べていたかは明らかでないが、食料は何らかの手段で保存されていたに違いないと見られている。塩漬けにした食料を持って行った可能性が高い。肉や魚を塩に漬けてある程度の期間腐乱することなく保存できる方法を知っていたはずである。燻製にした肉や魚を持って行った可能性もある。これらの保存食は今日の北部スカンディナヴィアでも生産されている。
漁や海中ほ乳類の猟も食料を得る方法であった。セイウチがバイキングの水夫に人気の食料だったと考えられている。水夫の飲料は水だったが、ミルクや蜂蜜酒も持って行った。液体は革袋に入れて保管されたが、船の中のスペースを多く要した。貯蔵と同時にスープを作ったり湯を沸かすための大釜を持って行ったかもしれない。

### 自由時間
船内のバイキングがどのような生活をしていたかについては資料が残されていない。海上の船上で何が起こったかは推測できるだけである。ある程度確かなことは、実際の帆走や船と装備の保守が優先事項であったことである。帆走しないときは、魚釣りをしたり、歌を歌ったりと水夫は自由時間を楽しめたと思われる。この自由時間の過ごし方の1つが物語りである。伝説が語られ、イミール(Ymir)やオーディン(Odin)、トール(Thor)といったバイキングの神々が登場した。考古学者の調査ではバイキングはチェスやバックギャモンのようなボードゲームをやっていたということである。木ぎれや骨などを彫って作った部品が町でもまた田舎でも見つかっている。ゲームをするときの盤や駒は船上での生活と結びつく形では見つかっていない。考古学者の調査では、他の民族と同様にバイキングが笛のような楽器を作っていたこと、また歴史資料からは詩を書くことが得意だったことが窺い知れる。上述のように、船上でそれらのことと結びつく生活をしていたかは分かっていない。

## 遺産
バイキングは当時の造船技術においては先駆者であった。他の文明との接触によってその造船技術が広まり、11世紀から12世紀の船は多くをロングシップの仕様を受けたものであった。ポルトガルのポボア・デ・バルジム(Povoa de Varzim)港の船ランチャ・ポベイラ(Lancha Poveira)は基本をロングシップから取ったが、長い船首も船尾も無く、地中海式帆を採用した。この船は1950年代まで使用された。今日、1隻フェ・エム・デウス(Fe em Deus)のみ存在する。
多くの歴史家、考古学者、そして冒険家がロングシップを復元してどのように機能したかを理解しようとした。これらの復元物によって、バイキングがロングシップを優れた船にするために行った改良の先進性を明らかにすることができた。ロングシップのある復元物では1日に223海里（410 km）も航海できた。また他の例では8ノット（15 km/h)以上の速度を出せた。
ロングシップは万能な船であった。幅広で安定性がありながら、軽く、高速で、小回りが利いた。これらの特徴を1つの船で実現したロングシップは、その後大型コグ船が出現するまで何世紀も並ぶものが無かった。

## 有名なロングシップ
- オーメン・ランゲ(Ormen Lange) ノルウェー王オーラヴ1世の最も有名なロングシップ
- モーラ (en:Mora (ship)) ウィリアム征服王がその妻マチルダより送られた船、イングランド征服の時の旗艦